# 施蒂娜·约翰内斯
施蒂娜·约翰内斯（德語：Stina Johannes；2000年1月23日—），德国女子足球运动员，司职守门员，目前效力于法兰克福足球俱乐部和德国国家女子足球队。她曾入选2024年夏季奥林匹克运动会女子足球比赛德国队替补名单。